# Colonia Mariano Montero
Colonia Mariano Montero är en ort i Mexiko.   Den ligger i kommunen Heroica Ciudad de Juchitán de Zaragoza och delstaten Oaxaca, i den sydöstra delen av landet, 600 km sydost om huvudstaden Mexico City. Colonia Mariano Montero ligger 15 meter över havet och antalet invånare är 137.
Terrängen runt Colonia Mariano Montero är mycket platt. Runt Colonia Mariano Montero är det ganska tätbefolkat, med 179 invånare per kvadratkilometer. Närmaste större samhälle är Juchitán de Zaragoza, 2,7 km norr om Colonia Mariano Montero. Omgivningarna runt Colonia Mariano Montero är en mosaik av jordbruksmark och naturlig växtlighet.